# Pallone d'oro 1967
L’edizione 1967 del Pallone d'oro, 12ª edizione del premio calcistico istituito dalla rivista francese France Football, fu vinta dall'ungherese Flórián Albert (Ferencváros).
I giurati che votarono furono 24, provenienti da Austria, Belgio, Bulgaria, Cecoslovacchia, Danimarca, Francia, Germania Est, Germania Ovest, Grecia, Inghilterra, Irlanda, Italia, Jugoslavia, Lussemburgo, Paesi Bassi, Polonia, Portogallo, Romania, Spagna, Svezia, Svizzera, Turchia, Ungheria e Unione Sovietica.

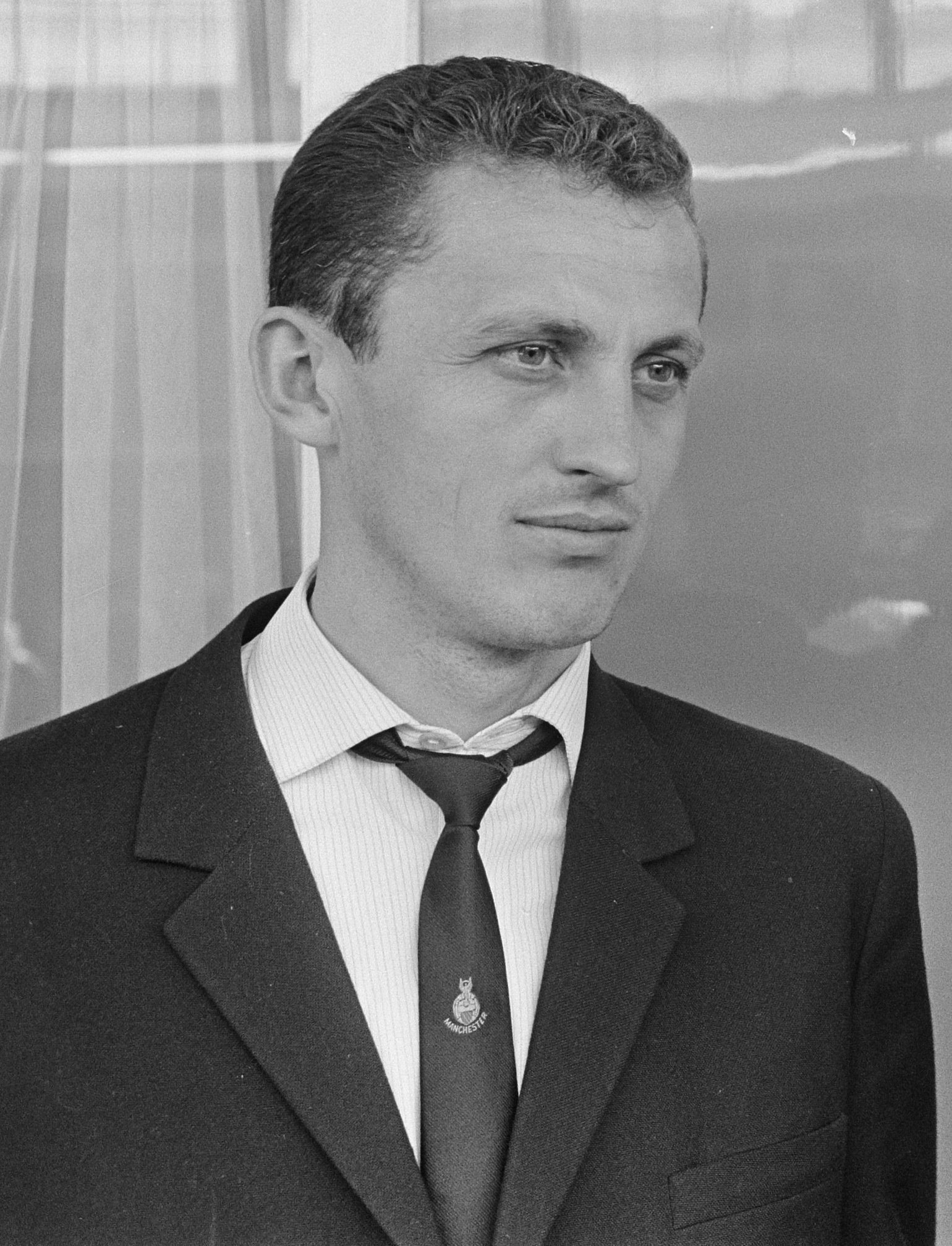
Flórián Albert, vincitore del Pallone d'oro 1967.